# ГЕС Альфальфаль I
ГЕС Альфальфаль I (ісп. Alfalfal) — гідроелектростанція в центральній частині Чилі у Столичному Регіоні Сантьяго. Знаходячись перед ГЕС Maitenes, становить верхній ступінь каскаду на річці Колорадо, правій притоці Майпо (після виходу з гір протікає по південній околиці Сантьяго та впадає до Тихого океану на захід від цього міста). В середині 2010-х років почалось спорудження ГЕС Лас-Лахас, яка отримуватиме відпрацьований ресурс замість ГЕС Maitenes.
Забір води для роботи станції починається за допомогою невисокої греблі, якою перегородили Колорадо вище від впадіння потоку Parraguirre. Вона відводить ресурс до прокладеного у лівобережному гірському масиві тунелю, котрий на своєму шляху виходить до обвалованого дамбами балансувального резервуара, після якого траса деривації за допомогою перекинутого над річкою водоводу переходить у правобережний масив. Надалі вона приймає додатковий ресурс через тунель-відгалуження, що подає воду від греблі на річці Оліварес, найбільшій правій притоці Колорадо. У цілому дериваційна система налічує 22,5 км тунелів, при цьому з Колорадо отримують 16,5 м3/с, а з Оліварес 14 м3/с.
Машинний зал обладнали двома турбінами типу Пелтон потужністю по 89 МВт, які працюють при напорі у 720,5 метра. У 2013 році вони виробили 717 млн кВт·год електроенергії..